# Arrondissement Besançon
Arrondissement Besançon je francouzský arrondissement ležící v departementu Doubs v regionu Franche-Comté. Člení se dále na 15 kantonů a 268 obcí.

## Kantony
- Amancey
- Audeux
- Baume-les-Dames
- Besançon-Est
- Besançon-Nord-Est
- Besançon-Nord-Ouest
- Besançon-Ouest
- Besançon-Planoise
- Besançon-Sud
- Boussières
- Marchaux
- Ornans
- Quingey
- Rougemont
- Roulans